# Starczuny
Starczuny (biał. Старчуны; ros. Старчуны) – wieś na Białorusi, w obwodzie witebskim, w rejonie postawskim, w sielsowiecie Komaje.

## Historia
W czasach zaborów wieś włościańska w gminie Huduciszki, w powiecie święciańskim, w guberni wileńskiej Imperium Rosyjskiego. W 1866 miał 183 mieszkańców (w tym 3 Żydów) w 24 domach. W 1905 roku liczył 265 mieszkańców, 463 dziesięciny.
W dwudziestoleciu międzywojennym wieś leżała w Polsce, w województwie wileńskim, w powiecie święciańskim, w gminie Hoduciszki.
W 1931 w 47 domach zamieszkiwało 266 osób.
Od 1945 roku w Litewskiej Socjalistycznej Republice Radzieckiej.